# Tassegdelt
Tassegdelt (franska: Tassegdelt (CR), Tassegdelt (Commune Rurale), arabiska: تاركة نتوشكا) är en kommun i Marocko.   Den ligger i provinsen Chtouka-Aït Baha och regionen Souss-Massa, i den centrala delen av landet, 500 km söder om huvudstaden Rabat. Antalet invånare är 6 496.